# Rijnsburg
Rijnsburg ist ein Dorf in der niederländischen Provinz Südholland mit 17.235 Einwohnern.

## Geschichte

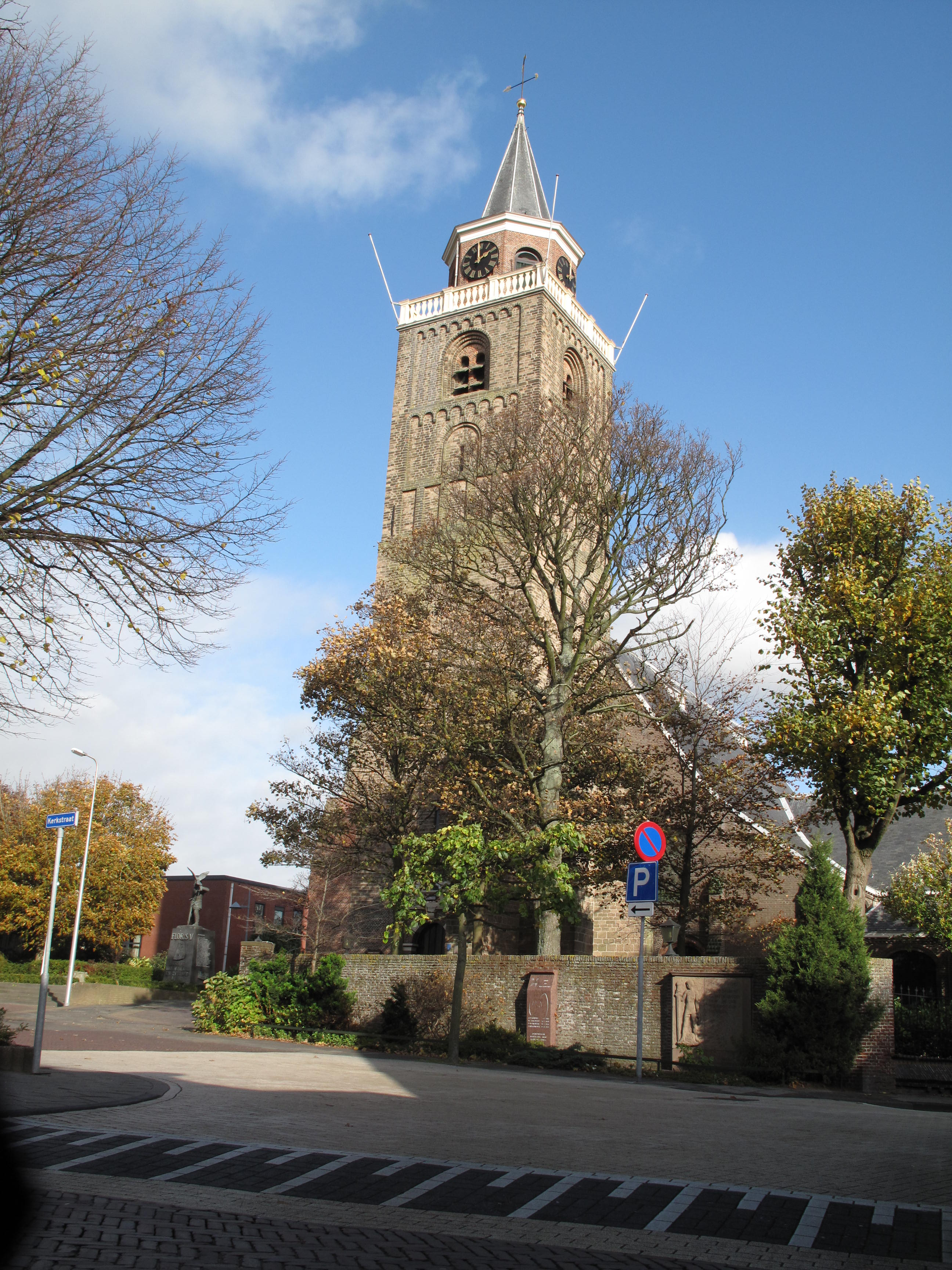
Rijnsburg Kirche

Auf dem Gelände von Rijnsburg gab es im sechsten Jahrhundert ein Friesendorf, wie archäologische Funde zeigen. Urkundlich erwähnt wurde es in einer Kirchenschrift um 750 mit den Worten Rudolfsheim dat nu Rinasburg wordt genoemd (Rudolfsheim wird nun Rinasburg genannt). Am 10. August 975 gewann Graf Dirk II. bei Rinasburg einen Kampf gegen die Westfriesen und stiftete aus Dankbarkeit die Kapelle St. Laurentius. Nahe dieser Kapelle gründete Anfang des 12. Jahrhunderts Petronilla von Holland ein Kloster für adlige Nonnen. Im Jahre 1570 wurde das Kloster zerstört, nur der Südturm ist erhalten geblieben. Am 1. Januar 2006 wurde Rijnsburg in die Nachbargemeinde Katwijk eingemeindet.

## Sehenswertes
- Laurentiuskerk (Rijnsburg): Evangelische Pfarrkirche mit romanischem Turm aus dem 12. Jahrhundert der früheren Benediktinerinnenabtei.
- Spinoza-Haus: Von 1661 bis 1663 wohnte der niederländische Philosoph Baruch Spinoza in Rijnsburg. Das Haus wurde im Jahr 1897 von der Gemeinde erworben und dient seither dem Verein Spinoza-Haus eV als Domizil und Museum.

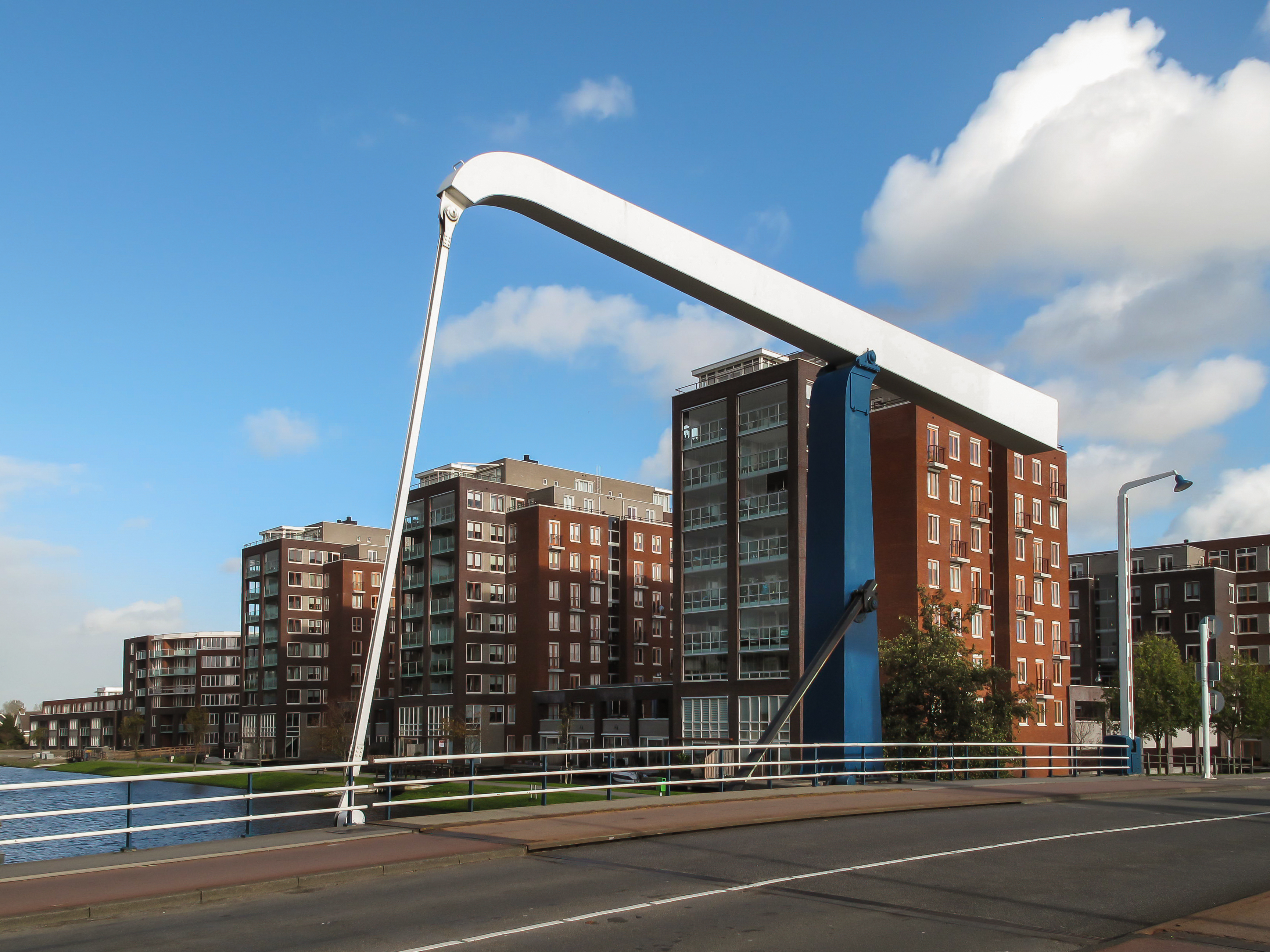
Rijnsburg, Zugbrücke

## Politik

### Sitzverteilung im Gemeinderat
| Partei           | Sitze | Sitze | Sitze | Sitze |
| Partei           | 1998  | 2002  | 2006  | 2010  |
| ---------------- | ----- | ----- | ----- | ----- |
| CDA              | 8     | 5     | 6     | 6     |
| Gemeentebelangen | —     | 4     | 2     | 3     |
| ChristenUnie     | —     | —     | —     | 3     |
| VVD              | 1     | 1     | 2     | 2     |
| PvdA             | 3     | 2     | 2     | 1     |
| RPF/SGP          | 2     | 2     | 2     | —     |
| GPV              | 1     | 1     | 1     | —     |
| Gesamt           | 15    | 15    | 15    | 15    |

### Städtepartnerschaften
- Siegen (von 1963 bis 2006) Die Partnerschaft wurde nach dem kommunalen Zusammenschluss im Jahr 2006 an die Gemeinde Katwijk weitergegeben.

## Söhne und Töchter
- Jan Siemerink (* 1970), Tennisspieler
- Petra Marieka Jacoba Hogewoning (* 1986), Fußballspielerin